# Ковалевское (Краснодарский край)
Ковалевское — село в Новокубанском районе Краснодарского края.
Административный центр Ковалевского сельского поселения.

## География
Село находится на левом берегу реки Кубань, на расстоянии 1,5 км к северу от города Новокубанск, административного центра района.

## Население
| 2002 | 2010  |
| ---- | ----- |
| 3099 | ↗3291 |

## Улицы
| - пер. Армавирский, - ул. Артюхина, - пер. Дивный, - пер. Звёздный, - ул. Зелёная, - ул. Интернациональная, - пер. Кавказский, - ул. Казачья, - ул. Кирова, - пер. Кленовый, - ул. Комсомольская, - ул. Кооперативная, | - пер. Коробчака, - ул. Крайняя, - ул. Красная, - ул. Крупская, - пер. Крупский, - ул. Ленина, - пер. Ленинградский, - ул. Лермонтова, - ул. Майская, - пер. Майский, - ул. Мира, - ул. Мичурина, | - ул. Набережная, - ул. Нестеренко, - пер. Новый, - ул. Октябрьская, - пер. Ореховый, - ул. Первомайская, - пер. Пономарёва, - ул. Прикубанская, - пер. Прикубанский, - пер. Пушкина, - ул. Резникова, - ул. Садовая, | - ул. Свободы, - ул. Советская, - ул. Степная, - ул. Хуторская, - ул. Челушкина, - ул. Черноморская, - ул. Шевченко, - ул. Шоссейная, - ул. Юбилейная, - ул. Южная, - ул. Ясная. |

## Известные уроженцы
- Коробчак, Николай Иванович (1918—1981) — советский военачальник, генерал-майор авиации, заслуженный военный лётчик СССР.